# Winwaleo
San Winwaleo (en francés, Saint Guénolé o Guennolé; en latín, Winwallus o Winwaloeus) (f. 3 de marzo de 532) fue el fundador y primer abad de la abadía de Landévennec, literalmente Tierra de Venec, o Monasterio de Winwaleo, cerca de Brest en la Bretaña.

## Vida

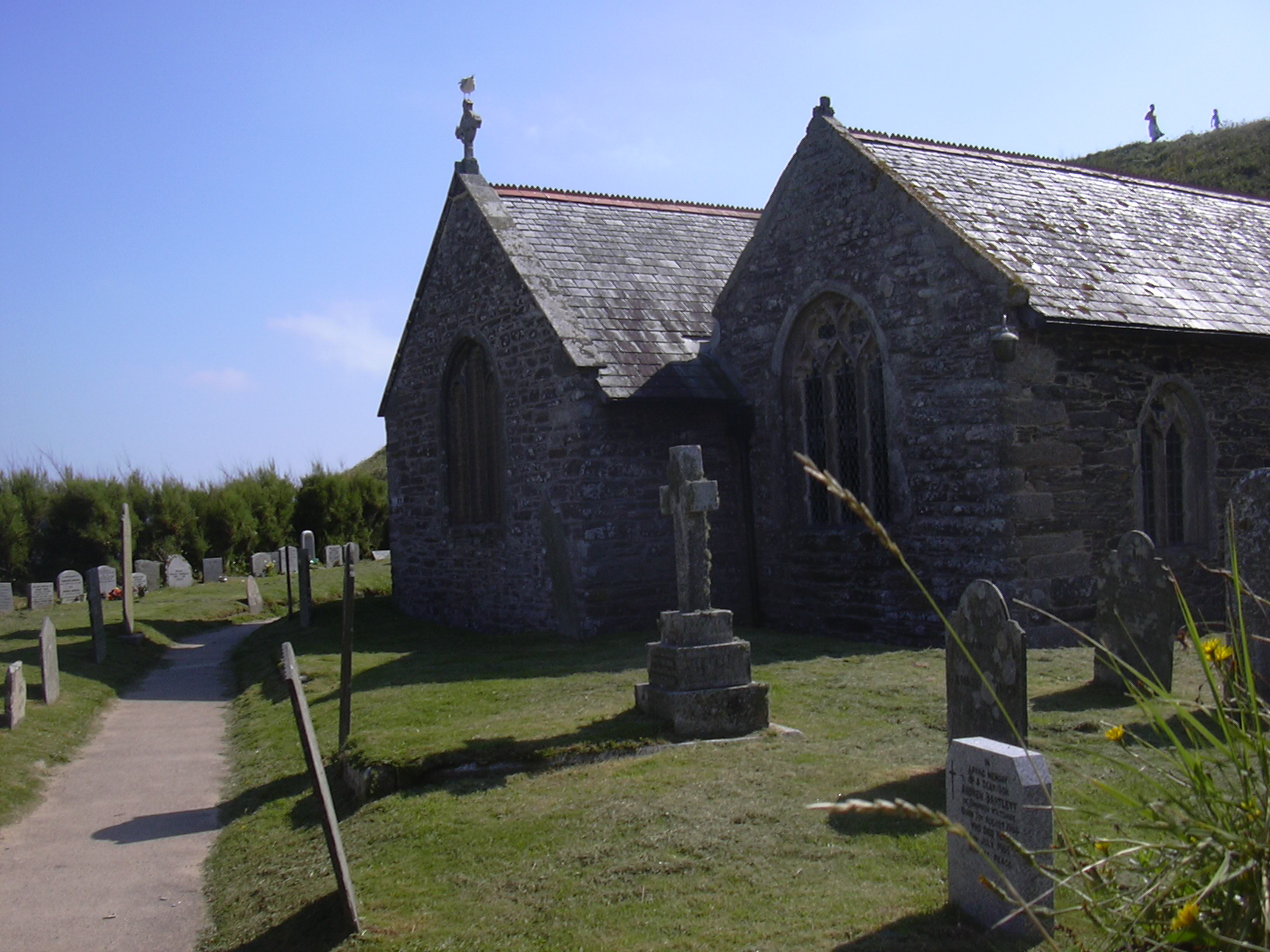
Iglesia de San Winwaleo, Gunwalloe

Winwaleo era hijo de Fracano, príncipe de Dumnonia, y de su mujer Gwen Teirbron, que habían escapada de una plaga hasta llegar a la Bretaña. Nació sobre el 460, aparentemente en Plouguin, cerca de Saint-Pabu,[cita requerida]. Winaleo creció en Ploufragan cerca Saint-Brieuc con sus hermanos, Wethnoc y Jacut.[cita requerida] Poco después se les unió su hermana, Creirwe. Fue educado por San Budoc en Île Lavret, en el archipiélago de Bréhat cerca de Paimpol. 
Según la tradición, cuando era joven, Winwaleo concibió la idea de visitar Irlanda para ver las reliquias de san Patricio, que acababa de morir. De todas maneras, el santo se le apareció en un sueño para decirle que se quedara en la Bretaña para fundar una abadía. Así, junto a once discípulos de Budoc, estableció el pequeño monasterio en la Île de Tibidy1isla de Tibidy, en la orilla del río Faou. De todas maneras, fue un sitio agreste durante tres años, hasta que milagrosamente abrió un pasaje a través del mar para fundar la abadía al otro lado del estuario de Landévennec. El santo aparece en la historia de la mítica ciudad de Ys, en la que el legendario rey Gradlon de Cornualles es su patrón. Winwaloe murió en el monasterio el 3 de marzo de 532.

## Veneración

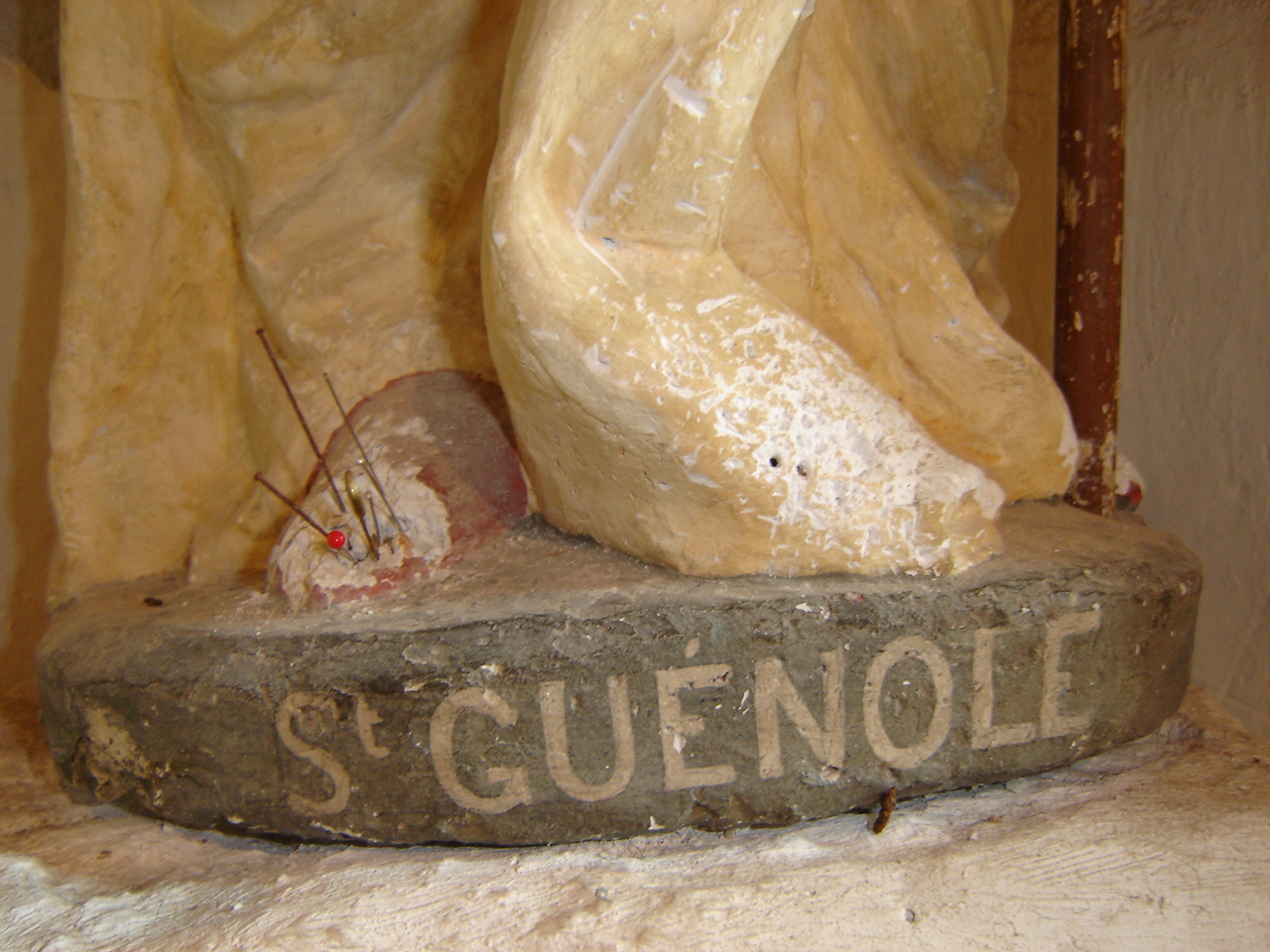
Los pies de la estatua de san Winwaleo, en la capilla de Prigny (Loire-Atlantique), los pies de la estatua son traspasados con agujas por las chicas locales que esperan de este modo encontrar su alma gemela.

Winwaleo fue venerado como santo en Landévennec hasta que las invasiones vikingas en 914 d. C.  forzaron a los monjes a trasladar sus reliquias hasta Château-du-Loir y posteriormente Montreuil-sur-Mer. Sus reliquias fueron sacadas en procesión a través de la ciudad. Los restos de Winwaleo fueron destruidos durante la Revolución francesa en el año 1793. Aparte de ser el patrono de la localidad de la cual es epónimo: Saint-Guénolé (Finisterre), es venerado para favorecer la fertilidad.
En Cornualles, Winwaleo es el patrón de las iglesias de Tremaine, Iglesia San Wynwallow y Gunwalloe, así como de East Portlemouth en Devon y dos capillas ya perdidas en Gales. Las iglesias de San Twynnells, cerca de Pembroke, (Pembrokeshire) y Wonastow, (Monmouthshire) fue originalmente en su memoria. Probablemente fue fundada por su sucesor en Landévennec, Gwenhael, quien realmente hizo el viaje a Gran Bretaña. La catedral de Exeter, y las abadías de Glastonbury, Abingdon y Waltham conservan reliquias de él.